# フルオロアンチモン酸
フルオロアンチモン酸（フルオロアンチモンさん、fluoroantimonic acid）あるいはヘキサフルオロアンチモン酸（ヘキサフルオロアンチモンさん、hexafluoroantimonic acid）は、フッ化水素と五フッ化アンチモンの様々な比の混合物である。1対1の混合物はこれまで知られている中で最も強い超酸を形成する。この酸は、炭化水素でさえもプロトン化することができ、カルボカチオンとH2を与える。
フッ化水素 (HF) とSbF5の反応は発熱反応である。HFは非常に優れた酸化剤であり、SbF5分子を攻撃し付加体を与える。フルオロアンチモン分子では、アニオンが水素に配位している。以前は、非常に弱い求核性および非常に弱い塩基性しか示さないため、非配位性陰イオンに分類されていた。
フルオロアンチモン酸分子のプロトンは「裸」であると呼ばれるにもかかわらず、実際はヒドロニウムイオンのように、非常に弱い供与結合によってフッ素原子に常に付加している。しかしながら、この非常に弱い供与結合が、この系の強烈な酸性に必要である。フルオロアンチモン酸は、100%硫酸よりも2×1019（2000京）倍強い。

## 構造
組成式 {\displaystyle {\ce {[H2F^+][Sb2F11^- ]}}} と {\displaystyle {\ce {[H3F2^+][Sb2F11^- ]}}} の2種類の塩が結晶化され、単結晶X線回折により分析された。どちらの塩でも、アニオンは {\displaystyle {\ce {Sb2F11^-}}}である。先に述べた通り、{\displaystyle {\ce {SbF6^-}}}は弱い塩基に分類されることから、より大きなモノアニオンである{\displaystyle {\ce {Sb2F11^-}}}もより弱い塩基であると予想される。

### 他の酸との比較
以下の値は、ハメットの酸度関数に基づいている。
- フルオロアンチモン酸（1990年） (H0値 = −31.3)
- マジック酸（1974年）(H0値 = −19.2)
- カルボラン超酸（1969年）(H0値 = −18.0)
- フルオロスルホン酸（1944年）(H0値 = −15.1)
- トリフルオロメタンスルホン酸（1940年）(H0値 = −14.9)

## 応用
この異常に強い酸は、ほぼ全ての有機化合物をプロトン化する。1967年、BickelとHogeveenは、HF-SbF5がイソブタンからH2を、ネオペンタンからメタンを取り除くことを示した。
{\displaystyle {\ce {(CH3)3CH\ + H^+ -> (CH3)3C^+\ + H2}}}
{\displaystyle {\ce {(CH3)4C\ + H^+ -> (CH3)3C^+\ + CH4}}}

## 安全性
HF-SbF5は、水によって迅速かつ爆発的に分解する。また、実質的に知られている全ての溶媒と反応する。HF-SbF5と共存できることが確かめられている溶媒は、塩化フッ化スルフリルおよび液化二酸化硫黄である。クロロフルオロカーボン (Chlorofluorocarbon) も溶媒として使用される。HF-SbF5の容器はPTFE（テフロン）製である。